# التسرب النفطي في شمال شرق البرازيل 2019
التسرب النفطي في شمال شرق البرازيل 2019 هو تسرب مستمر للنفط الخام أثر على مياه المنطقة الاقتصادية الخالصة في البرازيل وأكثر من 2.250 كم من الخط الساحلي في شمال شرق البرازيل. تم الإبلاغ عن التسرب لأول مرة في 30 أغسطس 2019. مصدر التسرب النفطي غير مؤكد ولكن يُذكر أنه ليس برازيليًا. بحلول نهاية أكتوبر 2019 تم تنظيف أكثر من 1.000 طن، تسبب الانسكاب في تلويث أجزاء من الولايات التسع في المنطقة الشمالية الشرقية للبرازيل.
يعد التسرب أسوأ تسرب نفطي في تاريخ البرازيل ، وأكبر كارثة بيئية تم تسجيلها على الإطلاق على الساحل البرازيلي أو أي منطقة ساحلية استوائية في جميع أنحاء العالم.

## الأصل
مع استمرار التحقيق في الظروف، تم تقديم التقارير الأولى عن التسرب في 2 سبتمبر 2019.
تم وصف كمية النفط التي تؤثر على البرازيل حاليًا من التسرب على أنها «آلاف البراميل». لا يزال مصدر التسرب النفطي من نوع لم يتم إنتاجه في البرازيل وهو غير مؤكد أو معروف المصدر، لكن يُشتبه في وجود سفينة ترفع العلم اليوناني تابعة لشركة دلتا تانكر ربما قد تسببت في التسرب. توصلت التحقيقات التي أجرتها البحرية البرازيلية وبتروبراس إلى وجود روابط كيميائية مع النفط الفنزويلي، لكن هذا لا يعني بالضرورة أن فنزويلا هي المسؤولة. نفت الحكومة الفنزويلية مسؤوليتها عن الكارثة وقالت إن شركة النفط الوحيدة في بلادهم والتي تديرها الدولة لم تتلق أي تقارير من العملاء أو الشركات التابعة حول أي تسرب نفطي بالقرب من البرازيل. كما حددت الاختبارات الكيميائية أن الزيت كان كله من مصدر واحد. جرفت المياه عدة براميل على الشواطئ. قبل الاختبار طلبت البحرية من 30 ناقلة من عشر دول مختلفة مرت بالساحل البرازيلي ما إذا كانت قد انسكبت منها أي نفط.
لم تتمكن الحكومة البرازيلية من رسم خريطة لبقع النفط. يطفو النفط تحت سطح المحيط وبالتالي يصعب تتبعه والتنبؤ به، وهذا يعني أيضًا أن حواجز النفط العائمة كان لها تأثير ضئيل أو معدوم.

## الانتشار والتنظيف
اعتبارًا من 23 أكتوبر وصل التلوث إلى أكثر من 200 موقع محلي من الولايات التسع في شمال شرق البرازيل. تم بالفعل جمع أكثر من ألف طن من النفط من الشواطئ على طول 2.250 كم من الساحل المتضرر.
وفقًا لوزارة الدفاع، شارك حوالي 5.500 من أفراد القوات البحرية والجيش والقوات الجوية في تنظيف شواطئ الشمال الشرقي، وكذلك موظفو الوكالة الوطنية للبترول والغاز الطبيعي والوقود الحيوي والمعهد البرازيلي للبيئة والموارد الطبيعية المتجددة، ومعهد شيكو مينديز لحفظ التنوع البيولوجي، والأمانة الوطنية للحماية والدفاع المدني، وآلاف المتطوعين كانوا يعملون على الشواطئ أيضًا.
داخل ولاية باهيا، بدأت مجموعة مدنية تسمى خفر السواحل مع متطوعين لتنظيف الساحل، واكتسبت شعبية عبر الإنترنت وتمويل الأموال الجماعي لشراء الملابس الواقية. نظمت المجموعة 20 فريق شاطئي مختلف. ساعد موظفو وكالة البيئة المحلية وبعض الضباط البحريين فريقين على الشاطئ. كما قام المدنيون في أجزاء مختلفة من المنطقة ببناء شبكات لوضعها بين المحيط وروافده لمنع تلوث أنهار البلاد.

## التأثير
في 21 أكتوبر قام فريق من علماء المحيطات والكيميائيين ومسؤولي الدولة بزيارة تودوس أوس سانتوس باي في سلفادور وباهيا لتقييم تأثير حركة النفط على طول الساحل. في هذه المرحلة ترك الانسكاب آثارًا سامة لآلاف الأميال وبدأ في تحطيم أشجار المانغروف والشعاب المرجانية، ومن الصعب تنظيف هذا التلوث وسيبقى في البيئة لسنوات.
بالإضافة إلى المخاطر التي يتعرض لها النظام البيئي، هناك احتمال أن يتلامس الناس بشكل مباشر مع الملوثات التي تبقى في البيئة. يمكن أن تحدث مستويات ضارة من الاتصال بمجرد المشي على الشاطئ حيث كان النفط في البحر، أو لمس بقايا النفط لا إراديًا أو استنشاق الغازات المنبعثة. هناك مخاطر كبيرة على أشجار المانغروف والشعاب المرجانية والحياة البحرية في البرازيل ككل، والتي ستستغرق عقودًا للتخفيف منها وعلى البشر، حيث يمكن أن تسبب المواد الكيميائية أيضًا تهيجًا وتفاعلات حساسية، خاصة على الجلد والعينين والفم. كما تم تزيت الطيور ولا تزال معرضة للخطر، بما في ذلك الأنواع المهاجرة.
لتنبيه السكان، قام معهد ريو غراندي دو نورتي للتنمية المستدامة والبيئة ومشروع تامار بتطوير مواد تعليمية توضح الإجراءات التي يجب اتباعها في حالة ملامسة الزيت لكل من البشر والحيوانات. أفاد مشروع تمار أيضًا أنه بينما كانت تُقتل السلاحف البالغة، فإن بقع الزيت على الشواطئ منعت أيضًا صغار السلاحف التي تفقس حديثًا من الوصول إلى البحر، وأحصى 800 سلحفاة تم إنقاذها.
كما ضرب التسرب النفطي بعض الشواطئ السياحية الأكثر ترددًا في المنطقة، والتي تلقت تحذيرات السلامة من قطاعي السياحة والصيد بحلول نهاية أكتوبر.

## الردود والاحتجاجات
يُنظر إلى الرئيس البرازيلي جايير بولسونارو على أنه يرد بشكل سلبي على الكارثة، ويتحدث علنًا فقط لإلقاء اللوم، أبلغ أولاً عن فنزويلا باعتبارها أصل المشكلة، ثم أكد لاحقًا أن نشطاء البيئة تسببوا في التسرب من أجل منع الحكومة من توقيع المزيد من صفقات النفط. كما تعرض لانتقادات لعدم زيارته للمناطق المتضررة، ولإحالة إدارة الكوارث إلى الحكومة الأوسع، حيث أصدر نائب الرئيس الإعلانات ذات الصلة. انتقدت لجنة البيئة في مجلس الشيوخ البرازيلي السلطة التنفيذية لعدم إعلانها حالة طوارئ مناخية، في أبريل 2019 أغلق بولسونارو أيضًا لجنتين كانتا جزءًا من خطط الطوارئ الوطنية للتعامل مع الانسكابات النفطية. في أواخر أكتوبر رد بولسونارو على بيان لوزير البيئة ريكاردو ساليس من خلال إلقاء اللوم على جرينبيس في التسرب، واصفا إياه بأنه «عمل إرهابي».
في 22 أكتوبر 2019 احتجت مجموعة من الصيادين أمام مقر إيباما في سلفادور. وجد فرق كرة القدم في البرازيل طرقًا مبتكرة للاحتجاج على تقاعس الحكومة عن الانسكاب النفطي: في إحدى المباريات ارتدى أحد الفرق قمصانًا مخصصة مع بقع سوداء على تصميم فريقهم، بينما ارتدى الآخر قفازات سوداء.